# Неоготика
Неоготиката (позната още като Викторианска Готика) е архитектурно течение, започнало през 40-те години на 18 век в Англия. Популярността му бързо нараства в началото на 19 век, когато все по-сериозни и образовани почитатели на неоготическите стилове се стремят към възраждане на средновековните форми, за разлика от класическите стилове, преобладаващи по това време.